# Igor Pamić
Igor Pamić (* 19. November 1969 in Žminj, Jugoslawien) ist ein ehemaliger kroatischer Fußballspieler und derzeitiger -trainer.

## Karriere als Spieler
Seit 1992 beim kroatischen Verein NK Pula spielend wechselte Igor Pamić 1993 zu Dinamo Zagreb, 1995 schließlich zum NK Osijek und erzielte 57 Tore für diese Vereine in der ersten kroatischen Liga. Nachdem Pamić bei seinem Debüt in der kroatischen Nationalmannschaft am 10. April 1996 gegen Ungarn sein einziges Länderspieltor erzielt und schließlich auch zur kroatischen Auswahl bei der Fußball-Europameisterschaft 1996 gezählt hatte, wechselte Pamić ab Juli 1996 zum französischen Verein FC Sochaux, für den er zehn Tore in 29 Partien erzielte. Bereits zur Folgesaison wechselte Pamić zum deutschen Bundesligisten Hansa Rostock, in dessen Diensten er in 37 Spielen 13 mal traf und am 5. September 1998 gegen Irland zum fünften und letzten Mal für die kroatische Nationalmannschaft auflief. Mit Beginn des Jahres 1999 wurde Pamić für 1,5 Millionen Mark Ablöse von Rostock an den in der österreichischen Bundesliga spielenden Grazer AK abgegeben, bei dem Pamić 2001 seine aktive Karriere beendete.

## Karriere als Trainer
Zwischen 2002 und 2003 arbeitete Pamić als Trainer beim Drittligisten NK Žminj in seiner kroatischen Heimatstadt. Mit dem Zweitligisten NK Pula erreichte Pamić daraufhin in der Saison 2004/05 den Aufstieg in die erste kroatische Liga, bevor er zu Beginn des Jahres 2006 nach Žminj zurückkehrte.
Nach Zminj übernahm er den NK Karlovac, mit dem er in der Saison 2008/09 in die 1. HNL aufstieg und in der ersten Saisonhälfte gar um den Meistertitel mitspielte. Karlovac beendete die Saison mit einem 1:1 gegen den Serienmeister Dinamo Zagreb auf dem fünften Platz.
Seit Juli 2017 trainiert er den kroatischen Verein NK Hrvatski Dragovoljac. Seit 2021 trainiert er wieder NK Karlovac.

## Familie
Pamić ist der Vater der kroatischen Fußballspieler Alen Pamić (1989–2013) und Zvonko Pamić (* 1991).